# Orangestrupig skogssångare
Orangestrupig skogssångare (Setophaga fusca) är en nordamerikansk fågel i familjen skogssångare inom ordningen tättingar.

## Utseende
Orangestrupig skogssångare är en rätt långsträckt och strömlinjeformad skogssångare, 11–12 centimeter lång. Hane i häckningsdräkt är omisskännlig med brandgul strupe, svart kindfläck och hätta, svart rygg med två gulvita längsgående band samt lysande vit vingpanel på mörka vingar. Hona och hane utanför häckningstid är blekare orangegul, ryggen mer olivfärgad och vingpanelen reducerad till ett vingband.

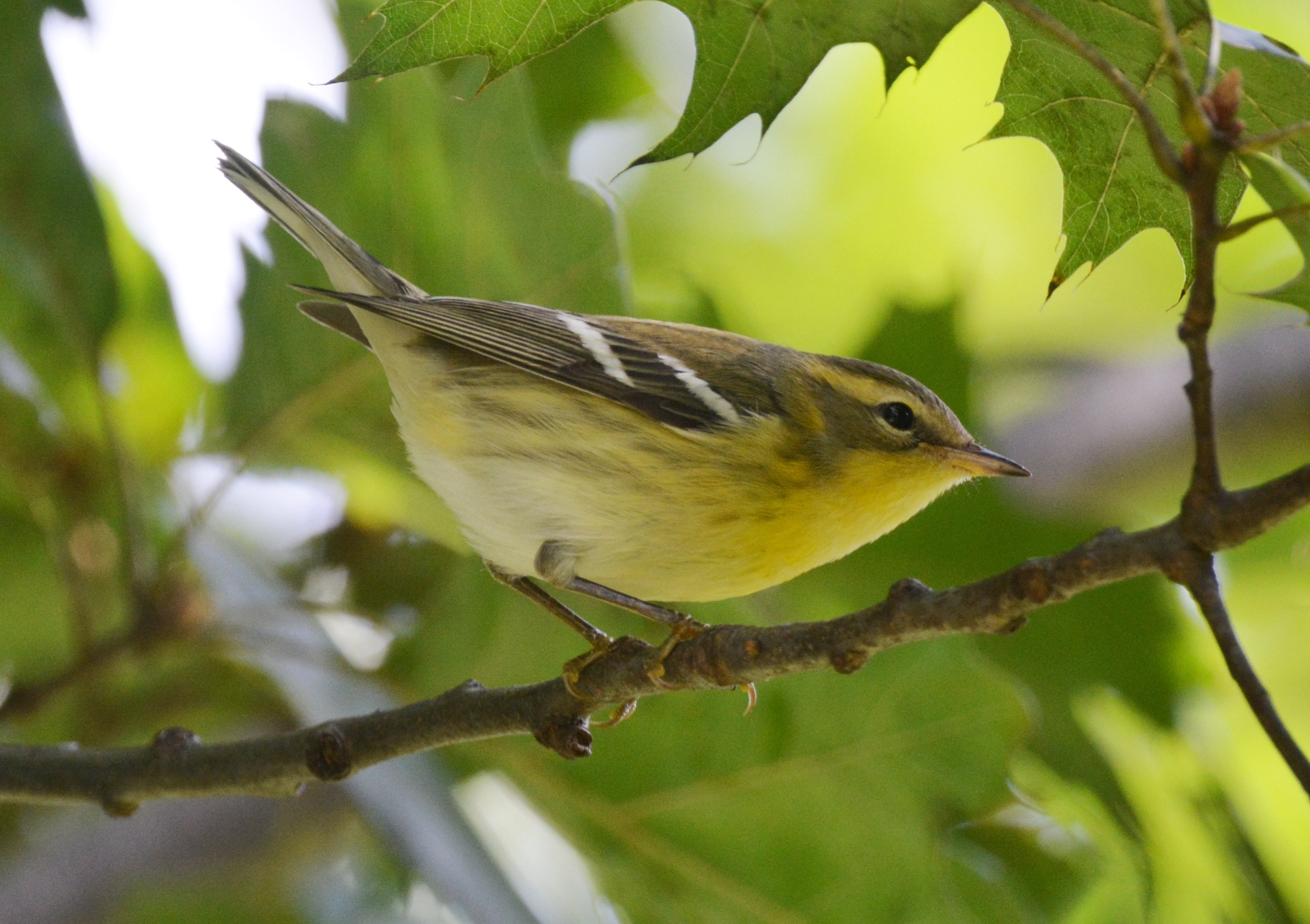
Hona orangestrupig skogssångare.

## Läten
Sången är vass och torr i tonen med några mycket diskanta och tunna toner: "tsik tsik tsi tsi tsi ti-ti-ti-ti tseeeeee" eller "tsekut tseekut tseekut tseee". Lätet är ett vasst "tsick" och i flykten hörs ljusa och tunna sträva toner.

## Utbredning och systematik
Orangestrupig skogssångare häckar i östra Nordamerika, från Alberta och centrala Saskatchewan i Kanada österut till södra Newfoundland och Nova Scotia och vidare söderut till nordöstra USA till centrala Wisconsin och New Egland, i Appalacherna till nordligaste Georgia. Den övervintrar från Costa Rica till Bolivia.

Arten är en mycket sällsynt gäst i Europa, med fem fynd från Storbritannien, två i Azorerna, ett på en båt utanför Island 1987 samt ett vardera i Frankrike (2019) och Irland (2023).
Den behandlas som monotypisk, det vill säga att den inte delas in i några underarter.

### Släktestillhörighet
Tidigare placerades den tillsammans med ett stort antal andra arter i släktet Dendroica. DNA-studier visar dock att rödstjärtad skogssångare (Setophaga ruticilla) är en del av denna grupp. Eftersom Setophaga har prioritet före Dendroica inkluderas numera alla Dendroica-arter i Setophaga.

## Levnadssätt
Orangestrupig skogssångare återfinns i gammal barr- eller blandskog med höga träd i vars toppar den tillbringar mycket av sin tid på jakt efter insekter och spindlar. Den fäster sitt skålformade bo av kvistar, bark, rötter och växtfibrer nära grentopparna med spindelväv. Där lägger honan tre till fem vita eller grönvita brunfläckiga ägg.

## Status och hot
Arten har ett stort utbredningsområde och en stor population, och tros öka i antal. Utifrån dessa kriterier kategoriserar IUCN arten som livskraftig (LC). Världspopulationen uppskattas till 13 miljoner vuxna individer.